# William George McCloskey
William George McCloskey (New York, 10 novembre 1823 – Louisville, 17 settembre 1909) è stato un vescovo cattolico statunitense.

## Biografia
Monsignor William George McCloskey nacque a Brooklyn, presso New York, il 10 novembre 1823. I suoi genitori erano Patrick ed Elizabeth (nata Hassan), immigrati negli Stati Uniti dalla contea di Londonderry, in Irlanda, poco dopo il loro matrimonio nel 1808. Era il più giovane di cinque fratelli. Anche due suoi fratelli più anziani furono preti: John, per anni presidente del Mont St. Mary's College a Emmitsburg, poi vescovo e cardinale, e George, parroco del chiesa della Natività a New York.

### Formazione e ministero sacerdotale
Nel 1835 entrò nel Mount St. Mary's College di Emmitsburg. Nel maggio del 1850 fu ordinato suddiacono in quel seminario dall'arcivescovo di Baltimora Samuel Eccleston.
Il 6 ottobre 1852 fu ordinato presbitero dal vescovo di New York John Joseph Hughes nella cattedrale di San Patrizio a New York. Celebrò la sua prima Messa nella chiesa della Natività, di cui suo fratello George era allora parroco. Rimase lì dieci mesi come assistente. Poi, preso dal desiderio di ritornare nel chiostro del seminario, ritornò con il consenso dei suoi superiori al Mont St. Mary's College a Emmitsburg, dove insegnò teologia morale, Sacra Scrittura e lingua latina per circa sei anni.
Il 1º dicembre 1859 venne nominato primo rettore del Pontificio collegio americano del Nord a Roma per scelta unanime dei vescovi americani. Giunse a Roma nel marzo dell'anno successivo. L'Università di Georgetown poco tempo prima gli aveva conferito il grado di Doctor of Divinity. L'amministrazione di padre McCloskey incluse il periodo della guerra di secessione che generò gravi divisioni tra gli studenti.

### Ministero episcopale
Il 3 marzo 1868 papa Pio IX lo nominò vescovo di Louisville. Ricevette l'ordinazione episcopale il 24 maggio successivo nella chiesa di Santa Maria dell'Umiltà a Roma dal cardinale Karl August von Reisach, prefetto della Congregazione degli studi, coconsacranti l'arcivescovo titolare di Melitene Frédéric-François-Xavier Ghislain de Mérode e il vescovo di Osimo e Cingoli Salvatore Nobili Vitelleschi. Giunse a Louisville verso la fine dell'estate del 1868.
Trovò una diocesi di 66 chiese e lasciò alla sua morte una diocesi di 156 chiese. Introdusse molti ordini religiosi: i passionisti, i benedettini, i padri della risurrezione, le Suore della misericordia, le Piccole sorelle dei poveri, le suore francescane e i Fratelli maristi delle scuole. La crescita delle scuole parrocchiali fu principalmente prodotto del suo zelo. Nel 1869 fondò il seminario diocesano di Preston Park. Partecipò al Concilio Vaticano I nel 1870, al secondo consiglio plenario di Baltimora nel 1866 e al terzo consiglio plenario di Baltimora nel 1884 sostenendo con forza la causa del Pontificio collegio americano del Nord. Nel 1900 pubblicò una biografia di Maria Maddalena.
Morì a Louisville il 17 settembre 1909. È sepolto nel cimitero delle suore della carità di Nazareth a Nazareth.

## Genealogia episcopale e successione apostolica
La genealogia episcopale è:
- Cardinale Scipione Rebiba
- Cardinale Giulio Antonio Santori
- Cardinale Girolamo Bernerio, O.P.
- Arcivescovo Galeazzo Sanvitale
- Cardinale Ludovico Ludovisi
- Cardinale Luigi Caetani
- Cardinale Ulderico Carpegna
- Cardinale Paluzzo Paluzzi Altieri degli Albertoni
- Papa Benedetto XIII
- Papa Benedetto XIV
- Papa Clemente XIII
- Cardinale Giovanni Carlo Boschi
- Cardinale Bartolomeo Pacca
- Papa Gregorio XVI
- Cardinale Karl August Graf von Reisach
- Vescovo William George McCloskey

La successione apostolica è:
- Vescovo Thomas Patrick Roger Foley (1870)